# Geophilus mustiquensis
Geophilus mustiquensis är en mångfotingart som beskrevs av Pocock 1893. Geophilus mustiquensis ingår i släktet Geophilus och familjen storjordkrypare.
Artens utbredningsområde är Grenada. Inga underarter finns listade i Catalogue of Life.